# 共青城市

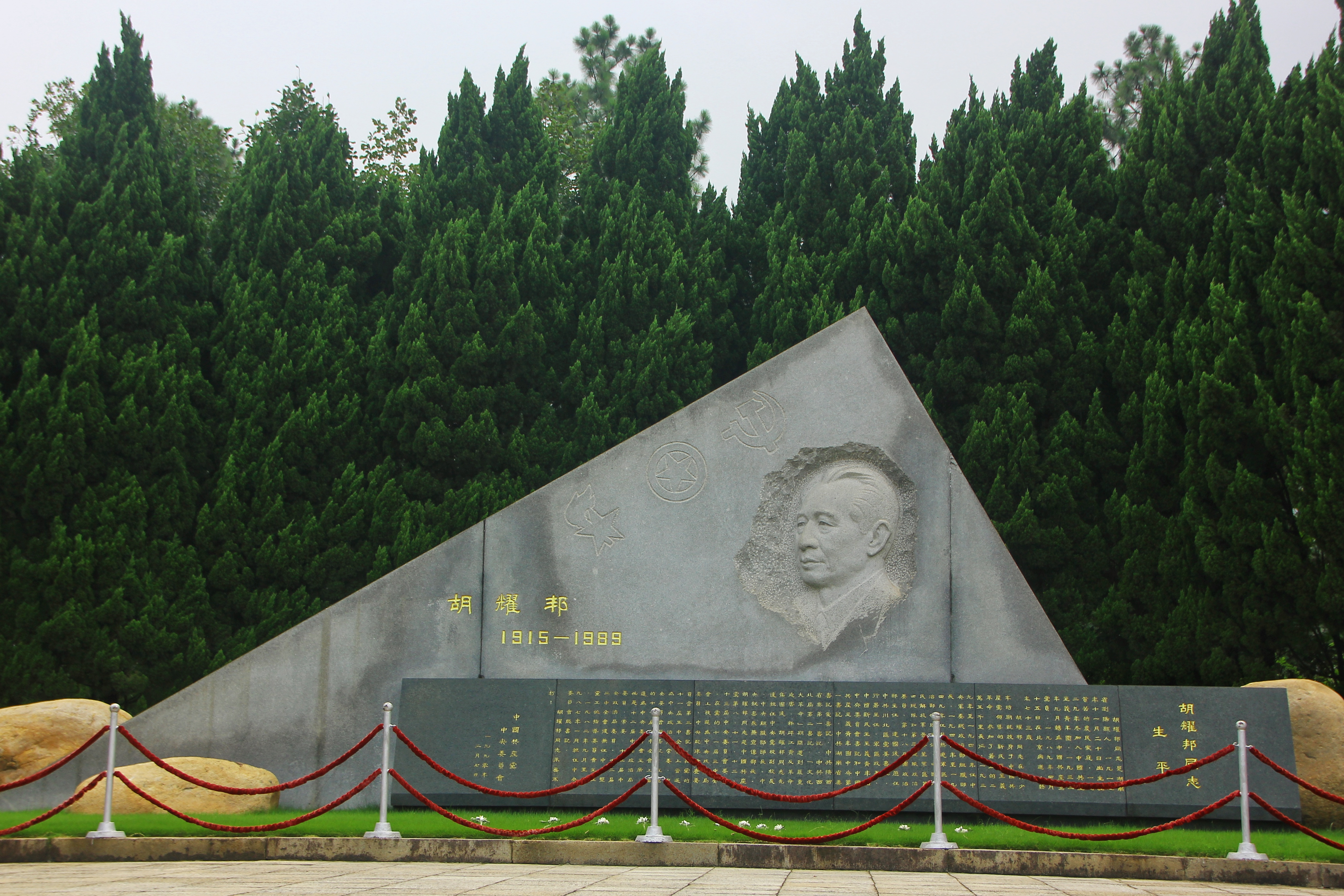
共青城市耀邦陵园中的胡耀邦墓

共青城市，是中华人民共和国江西省直管、九江市代管的县级市，为江西省的省直管市，也是中华人民共和国唯一以共青团之名命名的城市，市政府驻茶山街道共青大道1号。
共青城市是国家高新技术产业开发区、国家级生态示范区、国家卫生城市、中国羽绒服装名城、国家新型工业化示范基地。

## 地理
共青城市位于江西省北部，庐山南麓，鄱阳湖西岸。地理坐标为北纬29.19′，东经115.58′。南边与南昌相邻，北边与九江相邻。

## 历史
汉朝时期为历陵县地。隋朝为渌阳县、彭蠡县地。唐朝为楚城县、浔阳县地。五代十国时期，为德安县地。
1955年，中共中央号召知识青年到农村去。同年10月18日，98名上海共青团青年志愿者（上海垦荒队）到达江西省德安县米粮铺拖沟岭、 鄱阳湖畔、庐山南麓处开垦荒地。40天后，时任中国共青团团中央书记处第一书记的胡耀邦前往看望，将开垦处命名为共青社。1957年，德安县下放一些机关干部到金湖乡创办垦殖场，把共青社与金湖农场合并为德安国营共青综合垦殖场，总场设在金湖，共青社全体人员迁往该场，同时吸收江苏、安徽、湖北等地民众。1965年8月，垦殖场行政调整，全民所有制部分改成金湖垦殖场，集体所有制部分为金湖公社。1969年6月，垦殖场与金湖公社分家。7月，垦殖场迁往南湖地区，房屋等不动产留给金湖公社，共青社的总部从金湖迁到南湖，继续开垦南湖地区。
1978年9月26日，胡耀邦将开垦处命名为共青垦殖场。1979年，共青垦殖场率先在中国大陆招收合同工，引发当时舆论非议。1984年12月12日，时任中共中央总书记胡耀邦前往共青垦殖场，将共青垦殖场改名为共青城。1990年4月15日，胡耀邦安葬于共青城。
1992年，江西省政府批准成立江西省共青城开放开发区。1994年，江西省政府批准成立江西省共青台商投资区。然而20世纪90年代中期，共青城的半市场的自然经济开始制约自身发展，致使2001年9月至2002年5月，当地干部职工连续九月未发工资。当时新任江西省委书记孟建柱于2001年4月23日抵达共青城，提出重建计划。2002年10月20日，江西省人民政府在共青城召开省长办公会，决定政策倾斜、共青城行政级别升格为副厅级，并赋予政府职能、调整产业结构。不久，共青城开始复苏。
2010年9月，经国务院批准同意，国家民政部批复江西省设立共青城市。11月，江西省政府根据批复精神，正式下发《关于设立共青城市的通知》，同意将德安县茶山街道、甘露镇、金湖乡，永修县江益镇和燕坊镇坪塘村、燕坊村，星子县苏家垱乡、泽泉乡划归共青城市管辖，设立共青城市。由于星子县撤县设市失败，苏家垱乡、泽泉乡仍由星子县管理。
2014年5月28日，江西省委办公厅、省政府办公厅印发《关于开展省直接管理县（市）体制改革试点工作的意见》，明确在共青城市等开展省直管县（市）体制改革试点。2014年7月1日，共青城市成为江西省首先试点6个直管县市之一。
2016年3月，国务院批准同意撤销星子县，设立县级庐山市。随着庐山市的正式挂牌成立，2016年6月8日，共青城市正式接管星子县苏家垱乡和泽泉乡。
2018年2月28日，共青城市获批国家高新技术产业开发区。

## 行政区划
共青城市下辖1个街道办事处、2个镇、3个乡：
茶山街道、甘露镇、江益镇、金湖乡、苏家垱乡和泽泉乡。
2020年末，共青城市常住人口为19.46万人（不包括中国人民解放军现役军人和居住在省内的港澳台居民以及外籍人员），与2010年第六次全国人口普查的8.3万人相比，十年共增加11.16万人，增长134.38%。

## 经济
当地以农业为支柱产业，主要生产水稻、小麦、棉花、油菜籽等。工业方面以纺织、印染、服装等为主。其中以共青城板鸭为特产，它也是中国地理标志产品，而板鸭生产造成的鸭毛堆积现象也在时任板鸭厂厂长蒋仲平的推动下促成了当地鸭绒制品的生产。
2018年，共青城市全年地区生产总值131.1亿元人民币，财政总收入23.95亿元人民币，实际利用外资总额1.74亿美元，出口总额3.36亿美元，社会消费品零售总额29.5亿元人民币，金融机构本外币贷款余额108.3亿元人民币，财政总收入增速、实际利用外资总额、出口总额等指标位居省直管县第一。
2019年，共青城市行政区划总面积约310平方公里，人口总数约22万。